# 調製
| ウィキペディアには「調製」という見出しの百科事典記事はありません（タイトルに「調製」を含むページの一覧/「調製」で始まるページの一覧）。 代わりにウィクショナリーのページ「調製」が役に立つかもしれません。 |